# Лун-Вож (притока Шежим'ю)
Лун-Вож або Лунво́ж (рос. Лун-Вож, Лунвож) — річка в Республіці Комі, Росія, ліва притока річки Шежим'ю, лівої притоки річки Ілич, правої притоки річки Печора. Протікає територією Троїцько-Печорського району.
Річка починається на східних схилах височини Висока Парма, протікає на схід та північний схід.